# Slovinj
Slovinj je planina u BiH.

## Položaj
Nalazi se u općini Glamoč. Najviši vrh planine je na 1743 m. .